# Dorota Poźniak
Dorota Poźniak, coniugata Świder (Józefów, 8 marzo 1969), è un'ex cestista polacca.

## Carriera
Con la Polonia ha disputato i Campionati mondiali del 1994 e due edizioni dei Campionati europei (1991, 1993).